# پارس الکتریک
پارس الکتریک کارخانه تولیدکننده لوازم صوتی و تصویری ایرانی است که در جاده مخصوص کرج بزرگراه شهید لشگری قراردارد. این شرکت در سال ۱۳۴۱ (خورشیدی) به دست محمدتقی برخوردار در خیابان آزادی تهران بنیانگذاری شد. پارس الکتریک در ابتدا به مونتاژ تلویزیون و رادیوهای گروندیگ می‌پرداخت. پس از انقلاب ۱۳۵۷، در جریان مصادره امول و دارایی‌ها، این کارخانه مصادره شد و تحت نظر سازمان صنایع ملی ایران قرار گرفت. محمد تقی برخوردار که تلاش ناموفق زیادی برای بازپس‌گیری اموالش داشت، در جلسه‌ای با حضور مهندس بازرگان می‌پرسد: «ما چه گناهی کرده‌ایم، تعداد زیادی کارگر تعلیم دادیم، تعدادی مهندس استخدام و مشغول کار کردیم؟»
این شرکت در سال ۱۳۷۱ زیرمجموعه سازمان تأمین اجتماعی شد.

## نظرات و دیدگاه‌ها در مورد پارس الکتریک
حسن روحانی هفتمین رئیس‌جمهور ایران، پیش از پیروزی در انتخابات و در مناظره انتخاباتی خود انتقاد کرد که چرا پارس الکتریک خانه کبوتران شده‌است.